# Harley-Davidson Twin Cam 88
Il Twin Cam (detto anche "Fathead") è un motore bicilindrico a V di 45° raffreddato ad aria, 2 valvole in testa per cilindro e due alberi di distribuzione nel basamento (da cui il nome), inizialmente alimentato a carburatore singolo e successivamente ad iniezione elettronica, prodotto dalla Harley-Davidson a partire dal 1999.

## Il contesto
Il T.C. sostituisce nel 1999 il precedente Evolution da 1.338 cm³, in produzione sin dal 1984,
Il nuovo propulsore, presentato nel settembre del 1998, mantiene le caratteristiche progettuali di base del predecessore, anche se la maggiore coppia e potenza erogata ha richiesto di irrobustire tutti i componenti, in gran parte diversi. È anche denominato "Fathead" per via delle teste dei cilindri di maggiori dimensioni rispetto all'Evolution.
Inizialmente aveva una cilindrata di 1.450 cm³ (88 pollici cubi) ma già a partire dall'anno successivo divenne disponibile un kit, prodotto dalla stessa Harley-Davidson, che portava la cilindrata a 1.550 cm³ (94,5 pollici cubi).
Le prime versioni del motore inizialmente non furono utilizzate sui modelli della gamma Softail in quanto sia il disegno del telaio che il tipo di unione, rigida, tra questo e il motore trasmettevano un elevato livello di vibrazioni. Venne invece adottato sulla gamma Dyna, che disponeva di attacchi elastici tra motore e telaio. 
La soluzione venne trovata in un basamento di nuova progettazione e i motori che ne furono dotati vennero designati Twin Cam 88B; Su questi motori vennero anche montati, sempre per smorzare le vibrazioni, due contralberi di bilanciamento mossi da catene. 
Fu quindi il Twin Cam 88B ad essere montato sulle Softail, anche se parte della clientela più tradizionale reputava le vibrazioni una caratteristica irrinunciabile di questa tipologia di motociclette.
Il Twin Cam  nella sua versione da 1.584 cm³ (96 pollici cubi) è il motore più utilizzato della gamma Harley (tutte tranne Sportster e V-Rod).
Altra particolarità del Twin Cam è quella di essere un motore brevettato, il che ha reso pressoché impossibile per i produttori esterni di componenti realizzare parti per questo propulsore o repliche del motore stesso (come invece avviene per l'Evolution ed i motori precedenti).
Negli anni seguenti la Casa americana ha progressivamente aumentato la cilindrata del propulsore a 98 e anche a 103 pollici cubi (1690 cm³), al fine di aumentare coppia e potenza, facendone il motore di maggiore cubatura nella storia HD fino al settembre 2016, prima dell'arrivo del nuovo motore a 8 valvole Milwaukee-Eight 107 e 114 in3.